# Middelste Lakenpoort

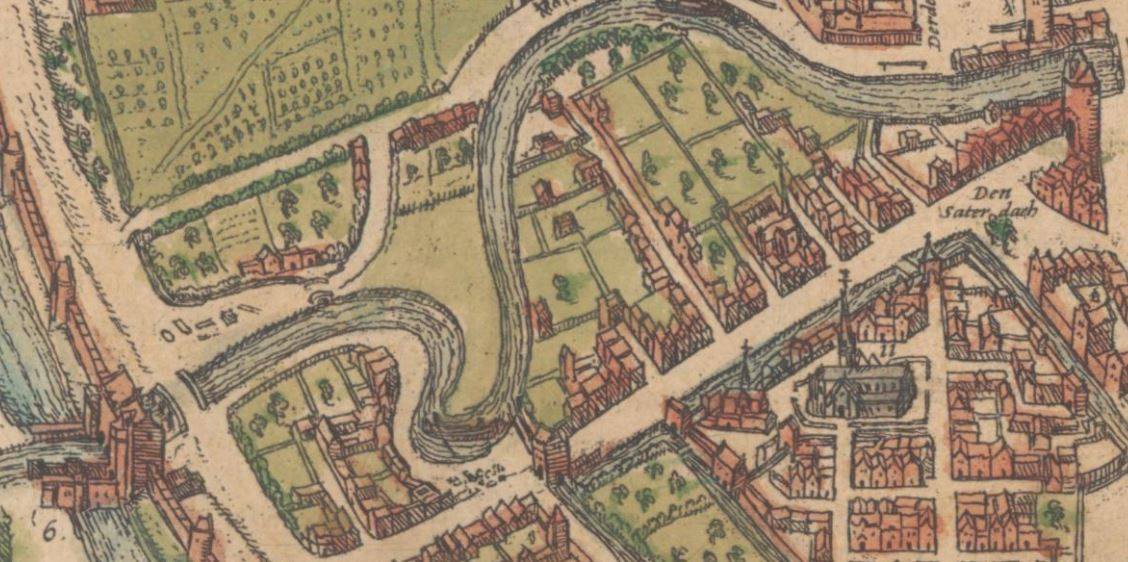
De poort op een kaart uit 1572 in het midden onderaan, tussen de oude Lakenpoort (rechts) en de nieuwe Lakenpoort (links)

De Middelste Lakenpoort, soms ook (Klein) Lakenpoortje genoemd, was een stadspoort op de kleine vesten van Brussel. Het bouwwerk, waarvan de oudste vermelding teruggaat tot 1373, was via de Begijnengracht verbonden met de Filipspoort en sloot zo aan op de D-vormige verdedigingsgordel genaamd 'kleine vesten' op de linkeroever van de Zenne. Niet onlogisch bevond de Middelste Lakenpoort zich tussen de oude Lakenpoort op de eerste omwalling en de nieuwe Lakenpoort op de tweede omwalling. Ze stond dwars op de huidige Lakensestraat.
Op 26 mei 1520 vercijnsden de stedelijke rentmeesters het bouwwerk voor vijf florijnen per jaar aan de bekende architect Lodewijk van Bodegem. Hij mocht ze herstellen en er een bestemming naar goeddunken aan geven, zonder echter het (militaire?) nut ervan te compromitteren, klaarblijkelijk omdat het stadsbestuur er in geval van nood toch nog een verdedigende functie voor in gedachten had.
De poort is nog aangegeven op een kaart uit 1572 maar verdwijnt daarna.

## Bron
- Bram Vannieuwenhuyze, Brussel, de ontwikkeling van een middeleeuwse stedelijke ruimte , Proefschrift Geschiedenis, Universiteit Gent, 2008, nr. 1.1.260 en 1.1.364